# Palanquejament operatiu
El palanquejament operatiu és una mesura de com el creixement dels ingressos es tradueix en un creixement dels ingressos operatius. És una mesura del palanquejament i del risc o volàtil dels ingressos operatius d'una empresa.

## Definició
Hi ha diverses mesures de palanquejament operatiu, que es poden interpretar de manera anàloga al palanquejament financer.

### Costos
Una analogia és "costos fixos + costos variables = costos totals..similar a.. deute + capital = actius". Aquesta analogia està en part motivada perquè (per a una quantitat determinada de deute) el servei del deute és un cost fix. Això condueix a dues mesures de palanquejament operatiu:
Una mesura són els costos fixos als costos totals:
{\displaystyle {\frac {\text{Costos Fixes}}{\text{Costos Totals}}}={\frac {\text{Costos Fixes}}{{\text{Costos Fixes}}+{\text{Costos Variables}}}}}
Compareu amb el deute amb el valor, que és
{\displaystyle {\frac {\text{Deute}}{\text{Actius}}}={\frac {\text{Deute}}{{\text{Deute}}+{\text{Capital}}}}}
Una altra mesura són els costos fixos als costos variables:
{\displaystyle {\frac {\text{Costos Fixes}}{\text{Costos Variables}}}}
Comparació amb la ràtio de deute a capital:
{\displaystyle {\frac {\text{Deute}}{\text{Capital}}}}
Ambdues mesures depenen de les vendes: si el cost variable unitari és constant, a mesura que augmenten les vendes, el palanquejament operatiu (mesurat pels costos fixos als costos totals o els costos variables) disminueix.

### Contribució
[Marge de contribució] és una mesura del palanquejament operatiu: com més gran és el marge de contribució (com més baixos són els costos variables com a percentatge dels costos totals), més ràpid augmenten els beneficis amb les vendes. Tingueu en compte que, a diferència d'altres mesures de palanquejament operatiu, en el model lineal d'anàlisi cost-volum-benefici, el marge de contribució és una quantitat fixa i no canvia amb les vendes. Aportació = Vendes - Cost variable

### DOL i ingressos d'explotació
El palanquejament operatiu també es pot mesurar en termes de canvi en els ingressos operatius per a un determinat canvi de vendes (ingressos).
El grau de palanquejament operatiu (DOL) es pot calcular de diverses maneres equivalents; d'una manera es defineix com la proporció del canvi percentual en els ingressos d'explotació per a un canvi percentual donat en les vendes (Brigham 1995, p. 426) :
{\displaystyle {\text{DOL}}={\frac {\%{\text{ canvi en ingressos operatius}}}{\%{\text{ canvi en vendes}}}}}
També es pot calcular com a Marge de contribució total sobre els ingressos d'explotació:
{\displaystyle {\text{DOL}}={\frac {\text{Contribució Total}}{\text{Ingressos operatius}}}={\frac {\text{Contribució Total}}{{\text{Contribució Total}}-{\text{Costos Fixes}}}}={\frac {({\text{P}}-{\text{V}})\cdot {\text{X}}}{({\text{P}}-{\text{V}})\cdot {\text{X}}-{\text{FC}}}}}
L'equivalència anterior segueix com el canvi relatiu dels ingressos d'explotació amb una unitat més dX és igual al marge de contribució dividit pels ingressos d'explotació mentre que el canvi relatiu de les vendes amb una unitat més dX és igual al preu dividit pels ingressos (o, en altres paraules, 1/X sent X la quantitat).
Alternativament, com a ràtio de marge de contribució sobre el marge d'explotació:
{\displaystyle {\text{DOL}}={\frac {\text{Ratio de marge de contribució}}{\text{Marge d'explotació}}}}
Per exemple, si una empresa té vendes de 1.000.000 d'unitats, a un preu de 50 dòlars, un cost variable unitari de 10 dòlars i uns costos fixos de 10.000.000 de dòlars, aleshores la seva contribució unitària és de 40 dòlars, la seva contribució total és de 40 milions de dòlars i els seus ingressos d'explotació són de 30 milions de dòlars, així que el seu DOL és:
{\displaystyle {\frac {\${\text{40m}}}{\${\text{30m}}}}=1{\frac {1}{3}}\approx 1.33}
També es podria calcular com a ràtio de marge de contribució del 80%=40 milions de dòlars/50 milions de dòlars dividit pel 60%=30 milions de dòlars/marge d'operació de 50 milions de dòlars.
Actualment té unes vendes de 50 milions de dòlars i uns ingressos operatius de 30 milions de dòlars, de manera que les vendes d'unitats addicionals (per exemple, 100.000 unitats) produeixen 5 milions de dòlars més de vendes i 4 milions de dòlars més d'ingressos operatius: un augment del 10% en vendes i un 10% {\displaystyle \times 1{\frac {1}{3}}=} 131⁄3 % en el benefici d'explotació.
Suposant el model, per a un determinat nivell de vendes, el DOL és més alt com més grans siguin els costos fixos: per a un determinat nivell de vendes i beneficis, una empresa amb costos fixos més alts té uns ingressos d'explotació més baixos i, per tant, els seus ingressos d'explotació. Els ingressos augmenten més ràpidament amb les vendes que una empresa amb costos fixos més baixos (i, corresponentment, un marge de contribució més baix i un ingressos d'explotació més elevats).
Si una empresa no té costos fixos (i, per tant, s'arriba a zero), el seu DOL és igual a 1: un augment del 10% de les vendes produeix un augment del 10% dels ingressos d'explotació i el seu marge d'explotació és igual al seu marge de contribució:
{\displaystyle {\frac {\text{BAI}}{\text{Vendes}}}={\frac {{\text{Preu Unitat}}-{\text{Cost Variable Unitat}}}{\text{Preu Unitat}}}}
DOL és més alt prop del punt d'equilibri; de fet, en el punt d'equilibri, el DOL no està definit, perquè és infinit: un augment del 10% de les vendes, per exemple, augmenta els ingressos d'explotació de 0 a un nombre positiu (per exemple, 10 dòlars), que és infinit (o indefinit) canvi percentual; pel que fa als marges, el seu Marge Operatiu és zero, de manera que el seu DOL no està definit. De la mateixa manera, per a un ingressos d'explotació positiu molt petit (per exemple, 0,1 $), un augment del 10% de les vendes pot augmentar els ingressos d'explotació a 10 dòlars, un augment de 100x (o 9.900%), per a un DOL de 990; pel que fa als marges, el seu Marge Operatiu és molt petit, per la qual cosa el seu DOL és molt gran.
El DOL està estretament relacionat amb la taxa d'augment del marge d'explotació: a mesura que les vendes augmenten més enllà del punt d'equilibri, el marge operatiu augmenta ràpidament des del 0% (que es reflecteix en un DOL elevat), i a mesura que augmenten les vendes, s'acosta de manera asimptòtica al marge de contribució: així la taxa de canvi en el marge d'explotació disminueix, igual que el DOL, que asimptòticament s'acosta a 1.

## Específic de la indústria
Alguns exemples d'empreses amb un alt palanquejament operatiu inclouen empreses amb alts costos d'R+D, com ara les farmacèutiques: pot costar milers de milions per desenvolupar un medicament, però després cèntims per produir-lo. Per tant, des d'una perspectiva d'anàlisi de costos del cicle de vida, la relació entre els costos de preproducció (per exemple, els ginys de disseny) i els costos de producció incrementals (per exemple, produir un giny) és una mesura útil del palanquejament operatiu.

### Externalització
L'externalització d' un producte o servei és un mètode que s'utilitza per canviar la relació entre els costos fixos i els costos variables en una empresa. L'externalització es pot utilitzar per canviar l'equilibri d'aquesta ràtio oferint el pas del cost fix al variable i també fent més predictibles els costos variables.